# Яш-Чит-Нах-Кан
Яш-Чит-Нах-Кан (майя: YAX-CHIT-?-?-NA:H?-KA:N) — правитель Канульского царства со столицей в Калакмуле.

## Биография
Яш-Чит-Нах-Кан является преемником Мо-Кавиля.
На незавершённой стеле 62 говорится о праздновании катуна 9.16.0.0.0, 2 Ajaw 13 Sek (9 мая 751 года). На стеле упоминается Яш-Чит-Нах-Канн с «эмблемным иероглифом» в виде летучей мыши. Возможно, стела 62 стояла в паре со стелой 88, потому что стела 88 имела ту же дату, что и на стеле 62.
Его преемником стал Болон-Кавиль.